# Червоногородський водоспад
Червоногоро́дський (Джу́ринський) водоспа́д — водоспад, гідрологічна пам'ятка природи місцевого значення в Україні. Назва Червоногородський походить від назви давнього міста Червоногород, яке існувало поруч кілька століть тому. Входить до складу Національного природного парку «Дністровський каньйон». Має штучний характер. Є найвищим рівнинним водоспадом України.

## Розташування
Розташований на річці Джурин, в урочищі «Червоне», між селами Нирків і Устечко Чортківського району Тернопільської області.

## Штучне чи природне походження
Існує принаймні три версії походження водоспаду:

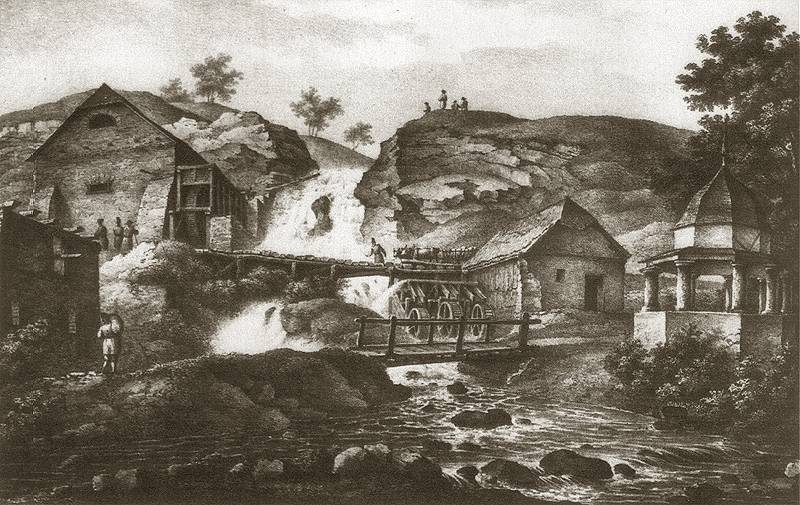
Наполеон Орда. Млин біля Джуринського водоспаду

- За найпопулярнішою версією-легендою, водоспад створений турками-османами під час облоги Червоногородського замку в 1672. Щоби здобути замок, турки[джерело?] перерубали кам'яний кряж між двома сусідніми ділянками річища Джурина, скерувавши повноводну тоді річку, яка до того робила кількакілометрову петлю й огинала пагорб із замком, у нове річище. Так турецькі війська нібито звільнили собі доступ до стін замку.
- Друга версія пов'язує виникнення водоспаду з масштабною перебудовою початку ХІХ століття, коли укріплений замок переробляли на палац. Тоді ж довкола палацу заклали величезний ландшафтний парк. Як елемент такого парку могли створити водоспад (за тодішньою модою).
- Прорив перемички між «паралельними» ділянками річища був природним, водоспад виник без людського втручання.

Перші дві версії спростовує одна з мап фон Міґа, створених у 1779—1782 рр. На ній видно цілком повноводну петлю Джурина навколо замку (це спростовує «турецьку» версію), так і водоспад з млином (спростовує «паркову» версію). Ще одним доказом є міст на замковій дорозі, споруджений на початку ХІХ століття. Його існування доводить, що на той час води Джурина ще огинали замок.
Крім того, ряд обставин доводить безсенсовність оборони замку в 1672 році. Зрештою, джерел, які би підтверджували факт такої оборони, не збереглося.
Найбільш логічною версією щодо причин створення штучного водоспаду є потреба власників Червоногорода у власному млині. З одного боку, саме водоспад забезпечував його максимальну потужність, а, з іншого — в околиці не було млинів, й існувала велика потреба у млинарських послугах. Тому річку «роздвоїли» — частина води плинула старим річищем, а частина — новим, на якому й збудували млин. Це сталося до 1880 року (цього року вийшов I том «Географічного словника Польського королівства», в якому згадано про Червоногородський млин).

## Характеристика
Повна висота водоспаду 16 м, ширина — до 20 м, кількість каскадів — 3.
Площа пам'ятки природи 0,7 га. Рішенням виконкому Тернопільської обласної ради № 537 від 23 жовтня 1972 оголошений об'єктом природно-заповідного фонду. Перебуває у віданні місцевої селянської спілки.
Водоспад має наукову, естетичну та пізнавальну цінність, є одним із найпривабливіших туристичних об'єктів Тернопільщини. У теплі дні тут купаються і відпочивають люди не тільки з Тернопільщини, а й туристи з усієї України та з-за кордону.

## Цікаві факти
- Червоногородський водоспад вважається найвищим рівнинним водоспадом України.
- До початку 1950-х років на водоспаді працював водяний млин, а з початку 1950-х до початку 1960-х — ГЕС (у той час поруч існувало навіть Червоногородське водосховище)[1].

## Світлини

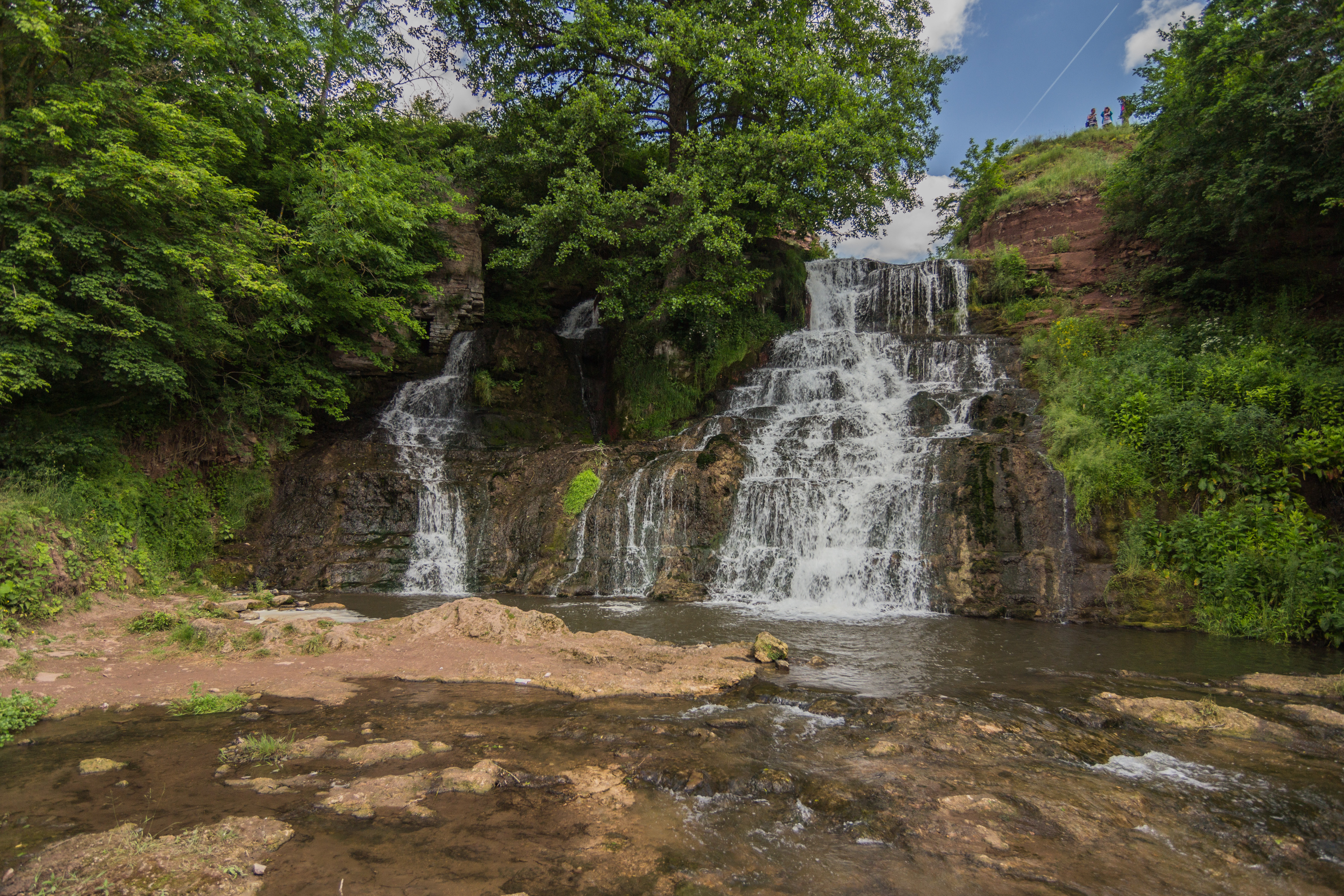
Джуринський водоспад, верхній каскад, 2016 р.
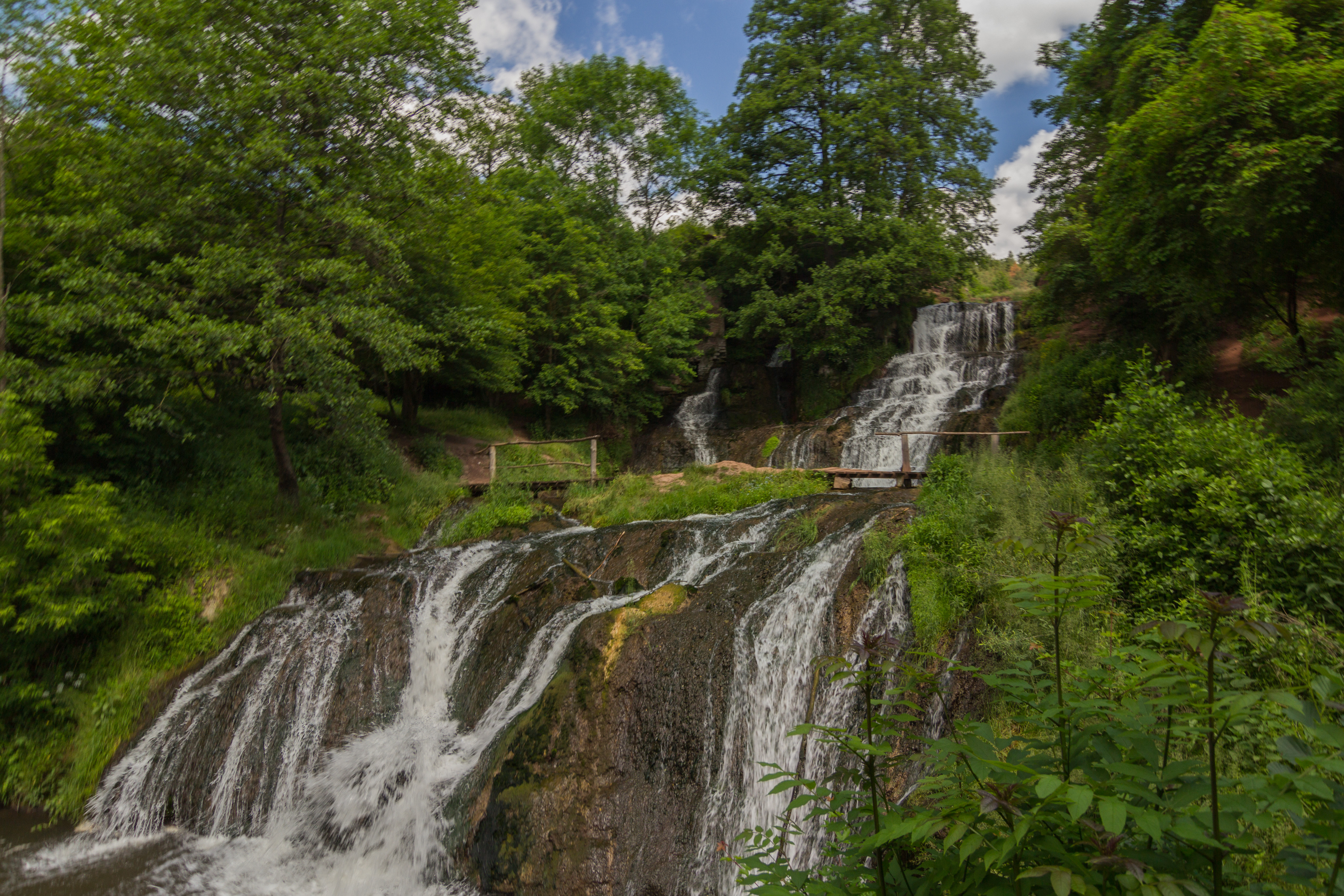
Джуринський водоспад, червень 2016 р.
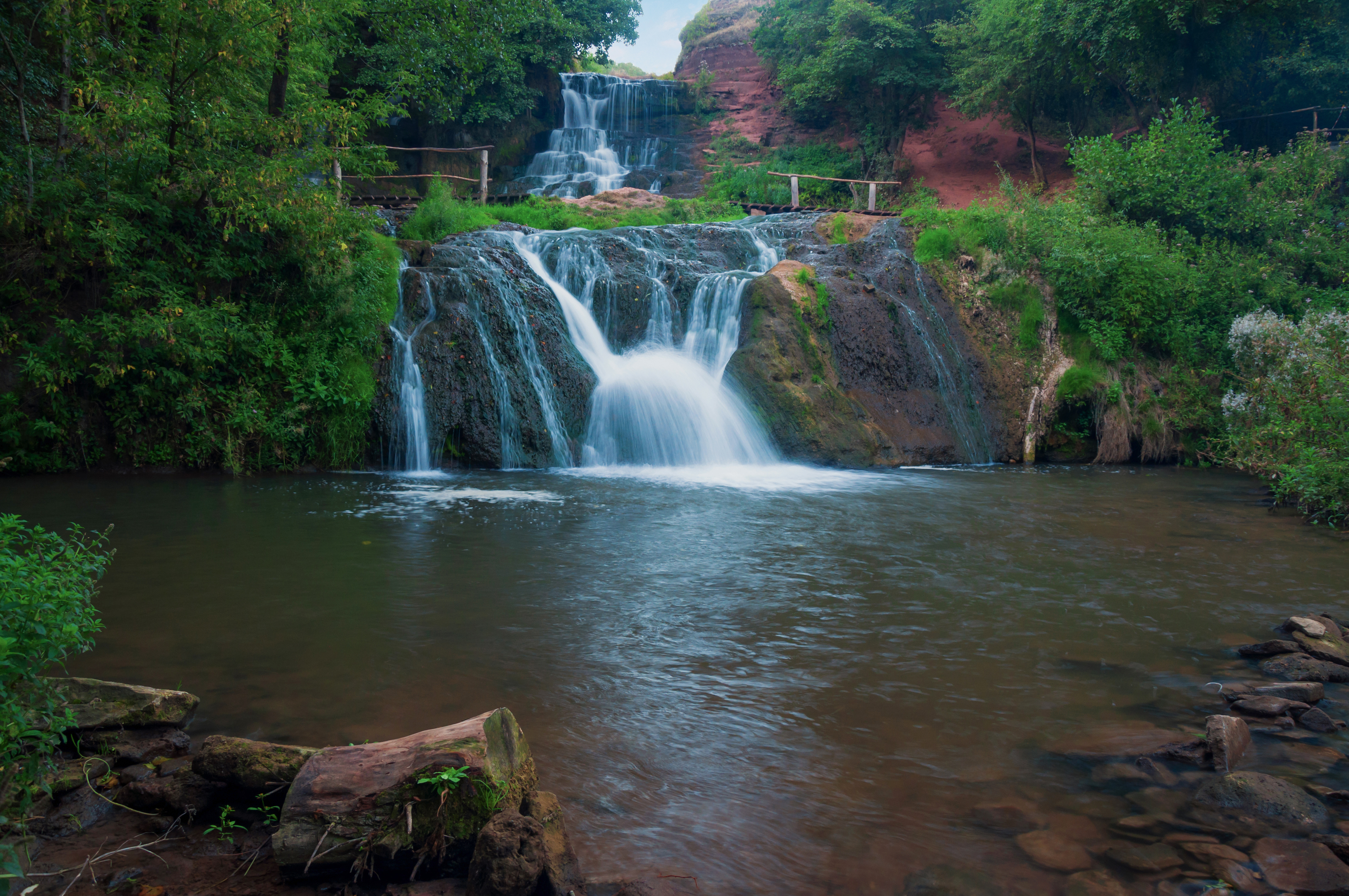
Джуринський водоспад, серпень 2016 р.